# North Motton
North Motton är en ort i Australien. Den ligger i kommunen Central Coast och delstaten Tasmanien, i den sydöstra delen av landet, omkring 210 kilometer nordväst om delstatshuvudstaden Hobart.
Närmaste större samhälle är Ulverstone, nära North Motton. 
I omgivningarna runt North Motton växer i huvudsak städsegrön lövskog. Runt North Motton är det mycket glesbefolkat, med 3 invånare per kvadratkilometer. Genomsnittlig årsnederbörd är 1 607 millimeter. Den regnigaste månaden är augusti, med i genomsnitt 221 mm nederbörd, och den torraste är januari, med 57 mm nederbörd.